# Cantone di Vervins
Il Cantone di Vervins è una divisione amministrativa dell'arrondissement di Vervins.
A seguito della riforma approvata con decreto del 21 febbraio 2014, che ha avuto attuazione dopo le elezioni dipartimentali del 2015, è passato da 24 a 66 comuni.

## Composizione
I 24 comuni facenti parte prima della riforma del 2014 erano:
- Autreppes
- Bancigny
- La Bouteille
- Braye-en-Thiérache
- Burelles
- Fontaine-lès-Vervins
- Gercy
- Gronard
- Harcigny
- Hary
- Haution
- Houry
- Laigny
- Landouzy-la-Cour
- Lugny
- Nampcelles-la-Cour
- Plomion
- Prisces
- Rogny
- Thenailles
- La Vallée-au-Blé
- Vervins
- Voulpaix
- Saint-Algis

Dal 2015 i comuni appartenenti al cantone sono i seguenti 66:
- Archon
- Les Autels
- Autreppes
- Bancigny
- Berlise
- La Bouteille
- Braye-en-Thiérache
- Brunehamel
- Buironfosse
- Burelles
- La Capelle
- Chaourse
- Chéry-lès-Rozoy
- Clairfontaine
- Clermont-les-Fermes
- Cuiry-lès-Iviers
- Dagny-Lambercy
- Dizy-le-Gros
- Dohis
- Dolignon
- Englancourt
- Erloy
- Étréaupont
- La Flamengrie
- Fontaine-lès-Vervins
- Fontenelle
- Froidestrées
- Gercy
- Gergny
- Grandrieux
- Gronard
- Harcigny
- Hary
- Haution
- Houry
- Laigny
- Landouzy-la-Cour
- Lerzy
- Lislet
- Luzoir
- Montcornet
- Montloué
- Morgny-en-Thiérache
- Nampcelles-la-Cour
- Noircourt
- Papleux
- Parfondeval
- Plomion
- Prisces
- Raillimont
- Renneval
- Résigny
- Rocquigny
- Rouvroy-sur-Serre
- Rozoy-sur-Serre
- Saint-Algis
- Sainte-Geneviève
- Soize
- Sommeron
- Sorbais
- Thenailles
- Le Thuel
- Vervins
- Vigneux-Hocquet
- La Ville-aux-Bois-lès-Dizy
- Vincy-Reuil-et-Magny